# Sambucus australis
Sambucus australis är en desmeknoppsväxtart som beskrevs av Adelbert von Chamisso och Schltdl. Sambucus australis ingår i släktet flädrar, och familjen desmeknoppsväxter. Inga underarter finns listade i Catalogue of Life.

## Bildgalleri

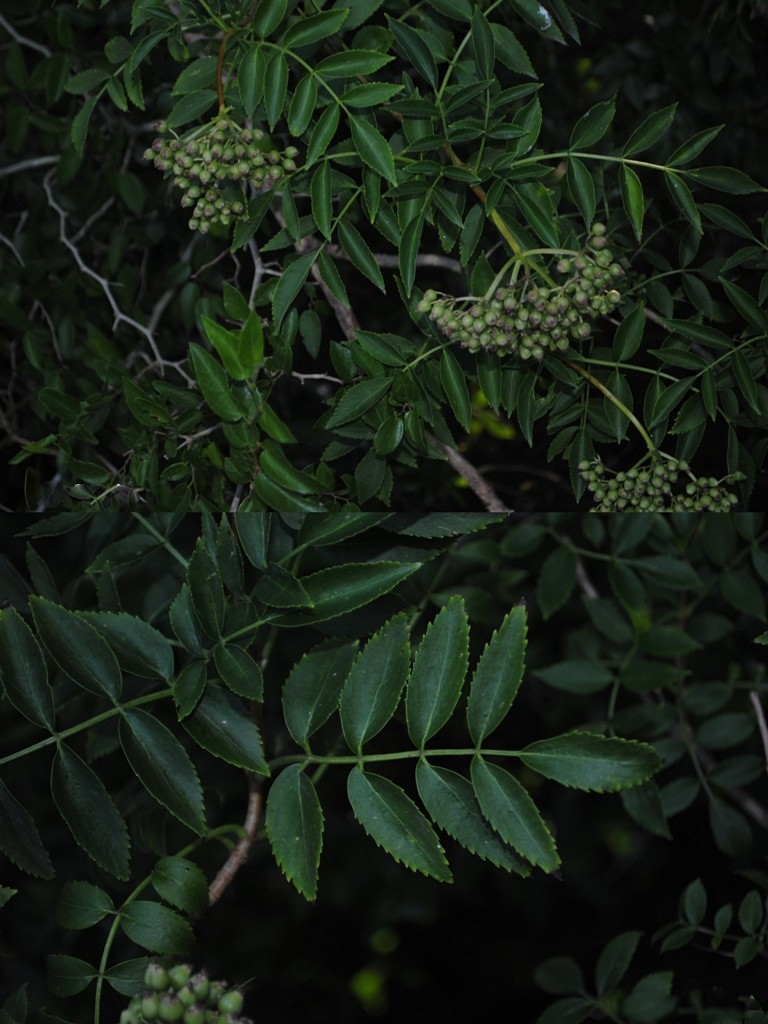
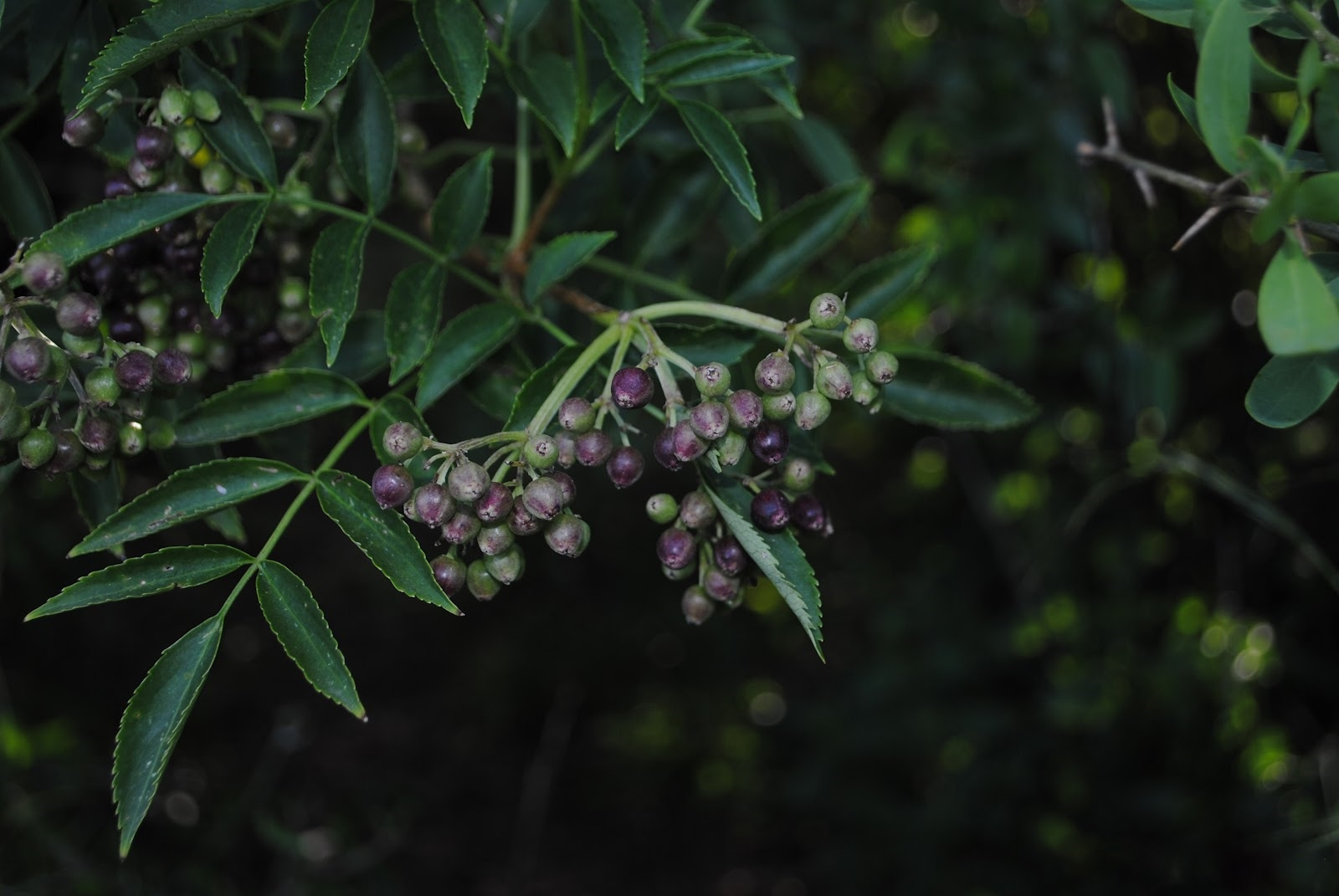